# 河津八幡神社
河津八幡神社（かわづはちまんじんじゃ）は、静岡県賀茂郡河津町谷津（やつ）にある神社。

## 概要
河津駅南口から南西の館橋（やかたばし）を通って河津川を渡った先、谷津（やつ）地区の公民館と隣接する形で鎮座している。
この谷津地区は河津氏の拠点となった地域であるため、祭神として河津三郎祐泰やその子供で『曽我物語』で知られる曽我兄弟（曽我十郎祐成、曽我五郎時致）も祀られている。
境内には、河津掛けを発明した相撲の名手として知られる河津三郎祐泰に因んだ力石（手玉石）や銅像がある他、10月中旬の例大祭には子供相撲大会も開催される。

## 祭神
- 品陀和気命（応神天皇）
- 河津三郎祐泰
- 曽我兄弟（曽我十郎祐成、曽我五郎時致）

## 境内社
- 谷津秋葉神社